# Distrito electoral de Holbrook
Holbrook Precinct es una subdivisión territorial equivalente a un township del condado de Furnas, Nebraska, Estados Unidos. Según el censo de 2020, tiene una población de 317 habitantes.
En el estado de Nebraska algunos condados están subdivididos en townships y otros (entre ellos, el condado de Furnas) están subdivididos en precintos, donde no hay Gobierno municipal. Cuatro condados no tienen subdivisiones internas.
En estos casos los precintos son subdivisiones geográficas de los condados (en inglés, county subdivisions) y nada tienen que ver con las circunscripciones o distritos electorales del mismo nombre.

## Geografía
La subdivisión está ubicada en las coordenadas 40°15′38″N 100°1′57″O / 40.26056, -100.03250. Según la Oficina del Censo de los Estados Unidos, tiene una superficie total de 186.82 km², de la cual 186.74 km² corresponden a tierra firme y 0.08 km² están cubiertos de agua.

## Demografía
Según el censo de 2020, hay 317 personas residiendo en la región. La densidad de población era de 1.70 hab./km². El 93.69% de los habitantes son blancos, el 1.58% son de otras razas y el 4.73% son de una mezcla de razas. Del total de la población, el 4.10% son hispanos o latinos de cualquier raza.